# Plagiopetalum tenuicaule
Plagiopetalum tenuicaule là một loài thực vật có hoa trong họ Mua. Loài này được (C. Chen) C. Hansen miêu tả khoa học đầu tiên năm 1988.